# مدل جذب لانگمویر
مدل جذب لانگمویر (به انگلیسی: Langmuir adsorption model) یکی از مدل‌های فیزیکی ایزوترم جذب است که فرضیات آن منجر به ایزوترم جذب لانگمویر می‌شود. مهم‌ترین فرضیات اساسی این مدل را می‌توان به صورت زیر بیان کرد:
- {\displaystyle \Delta H} جذب مستقل از کسر پوششی است؛ و تمام مکان‌های جذب با یکدیگر هم‌ارز هستند.
- هر مکان جذب تنها یک گونه را می‌تواند جذب کند.
- جذب به صورت تک‌لایه انجام می‌شود.

واکنش‌های جذبی که از این مدل پیروی کنند، واکنش جذب ایده‌آل نامیده می‌شوند.